# Eirik Brandsdal
Eirik Brandsdal (Oslo, 11 de noviembre de 1986) es un ex esquiador de fondo noruego que comenzó a competir en 2005. Sus cinco victorias en la Copa del Mundo se dieron en eventos de sprint en Otepää el 23 de enero de 2011, en Milán el 14 de enero de 2012, en Drammen el 7 de marzo de 2012, en Kuusamo el 29 de noviembre de 2014 y en Drammen el 8 de marzo de 2017. Se retiró después de la temporada 2019-20, lo cual anunció el 24 de marzo de 2020.

## Resultados de esquí de fondo
Todos los resultados están disponibles en la Federación Internacional de Esquí (FIS).

### Juegos Olímpicos
| Año  | Edad | 15 K | 30 K | 50 K | Pique | Revelo 4 x 10 K | Sprint |
| ---- | ---- | ---- | ---- | ---- | ----- | --------------- | ------ |
| 2014 | 27   | —    | —    | —    | 9     | —               | —      |
| 2018 | 31   | —    | —    | —    | 22    | —               | —      |

### Campeonatos del Mundo
| Año  | Edad | 15 K | 30 K | 50 K | Pique | Revelo 4 x 10 K | Sprint |
| ---- | ---- | ---- | ---- | ---- | ----- | --------------- | ------ |
| 2011 | 27   | —    | 65   | —    | 17    | —               | —      |
| 2013 | 31   | —    | —    | —    | 6     | —               | —      |
| 2015 | 28   | —    | —    | —    | 11    | —               | —      |

### Copa del Mundo
| Temporadas | Edad | Clasificación de disciplina | Clasificación de disciplina | Clasificación de disciplina | Clasificación del Tour de esquí | Clasificación del Tour de esquí | Clasificación del Tour de esquí | Clasificación del Tour de esquí |
| Temporadas | Edad | En general                  | Distancia                   | Pique                       | Nórdico Apertura                | Tour de Esquí                   | Copa Mundial Final              | Tour de Canada                  |
| ---------- | ---- | --------------------------- | --------------------------- | --------------------------- | ------------------------------- | ------------------------------- | ------------------------------- | ------------------------------- |
| 2007       | 20   | 163                         | —                           | 84                          |                                 | —                               |                                 |                                 |
| 2008       | 21   | 100                         | —                           | 64                          |                                 | —                               | —                               |                                 |
| 2009       | 22   | 65                          | —                           | 29                          |                                 | —                               | —                               |                                 |
| 2010       | 23   | 35                          | 105                         | 11                          |                                 | —                               | 34                              |                                 |
| 2011       | 24   | 29                          | 95                          | 6                           | —                               | —                               | 36                              |                                 |
| 2012       | 25   | 17                          | NC                          | Medalla de bronce           | DNF                             | —                               | 35                              |                                 |
| 2013       | 26   | 32                          | 64                          | 7                           | DNF                             | —                               | 37                              |                                 |
| 2014       | 27   | 16                          | 90                          | Medalla de plata            | 62                              | —                               | 30                              |                                 |
| 2015       | 28   | 11                          | NC                          | Medalla de plata            | 49                              | —                               |                                 |                                 |
| 2016       | 29   | 22                          | 52                          | 5                           | 30                              | —                               |                                 | 38                              |
| 2017       | 30   | 31                          | NC                          | 10                          | 50                              | —                               | —                               |                                 |
| 2018       | 31   | 36                          | NC                          | 9                           | DNF                             | —                               | 57                              |                                 |
| 2019       | 32   | 16                          | 78                          | Medalla de bronce           | 39                              | DNF                             | 21                              |                                 |
| 2020       | 33   | 55                          | NC                          | 20                          | —                               | —                               |                                 |                                 |

#### Podios individuales
- 9 victorias – (7 Mundiales, 2 Mundiales)
- 24 podios – (19 WC, 5 SWC)

| N.º | Temporada | Fecha                   | Lugar                  | Carrera          | Torneo          | Posición |
| --- | --------- | ----------------------- | ---------------------- | ---------------- | --------------- | -------- |
| 1   | 2009–10   | 5 de diciembre de 2009  | Düsseldorf, Alemania   | 1.5 km Sprint F  | Copa Mundial    | 3        |
| 2   | 2010–11   | 23 de enero de 2011     | Otepää, Estonia        | 1.4 km Sprint C  | Copa Mundial    | 1        |
| 3   | 2010–11   | 13 de marzo de 2011     | Lahti, Finlandia       | 1.4 km Sprint C  | Copa Mundial    | 2        |
| 4   | 2011–12   | 14 de enero de 2012     | Milan, Italia          | 1.4 km Sprint F  | Copa Mundial    | 1        |
| 5   | 2011–12   | 21 de enero de 2012     | Otepää, Estonia        | 1.4 km Sprint C  | Copa Mundial    | 3        |
| 6   | 2011–12   | 7 de marzo de 2012      | Drammen, Noruega       | 1.2 km Sprint C  | Copa Mundial    | 1        |
| 7   | 2011–12   | 14 de marzo de 2012     | Stockholm, Suecia      | 1.0 km Sprint C  | Stage World Cup | 1        |
| 8   | 2012–13   | 30 de noviembre de 2012 | Rukatunturi, Finlandia | 1.4 km Sprint C  | Copa Mundial    | 3        |
| 9   | 2012–13   | 20 de marzo de 2013     | Stockholm, Suecia      | 1.1 km Sprint C  | Stage World Cup | 2        |
| 10  | 2013–14   | 29 de noviembre de 2013 | Rukatunturi, Finlandia | 1.4 km Sprint C  | Stage World Cup | 1        |
| 11  | 2013–14   | 2 de febrero de 2014    | Toblach, Italia        | 1.3 km Sprint F  | Copa Mundial    | 2        |
| 12  | 2013–14   | 1 de marzo de 2014      | Lahti, Finlandia       | 1.55 km Sprint F | Copa Mundial    | 3        |
| 13  | 2014–15   | 29 de noviembre de 2014 | Rukatunturi, Finlandia | 1.4 km Sprint C  | Copa Mundial    | 1        |
| 14  | 2014–15   | 14 de diciembre de 2014 | Davos, Suiza           | 1.3 km Sprint F  | Copa Mundial    | 3        |
| 15  | 2014–15   | 7 de marzo de 2015      | Lahti, Finlandia       | 1.5 km Sprint F  | Copa Mundial    | 1        |
| 16  | 2014–15   | 11,de marzo de 2015     | Drammen, Noruega       | 1.3 km Sprint C  | Copa Mundial    | 1        |
| 17  | 2015–16   | 27 de noviembre de 2015 | Rukatunturi, Finlandia | 1.4 km Sprint C  | Stage World Cup | 2        |
| 18  | 2015–16   | 3 de febrero de 2016    | Drammen, Noruega       | 1.2 km Sprint C  | Copa Mundial    | 3        |
| 19  | 2015–16   | 8 de marzo de 2016      | Canmore, Canada        | 1.5 km Sprint C  | Stage World Cup | 2        |
| 20  | 2016–17   | 8 de marzo de 2017      | Drammen, Noruega       | 1.2 km Sprint C  | Copa Mundial    | 1        |
| 21  | 2017–18   | 7 de marzo de 2018      | Drammen, Noruega       | 1.2 km Sprint C  | Copa Mundial    | 2        |
| 22  | 2018–19   | 24 de noviembre de 2018 | Rukatunturi, Finlandia | 1.4 km Sprint C  | Copa Mundial    | 3        |
| 23  | 2018–19   | 12 de marzo de 2019     | Drammen, Noruega       | 1.2 km Sprint C  | Copa Mundial    | 2        |
| 24  | 2019–20   | 4 de marzo de 2020      | Konnerud, Noruega      | 1.5 km Sprint F  | Copa Mundial    | 3        |

#### Podios en equipos
- 8 victorias –

| N.º | Temporada | Fecha                   | Lugar                       | Carrera                   | Torneo       | Posición | Equipo    |
| --- | --------- | ----------------------- | --------------------------- | ------------------------- | ------------ | -------- | --------- |
| 1   | 2009–10   | 6 de diciembre de 2009  | Düsseldorf, Alemania        | 6 × 1.5 km Team Sprint F  | Copa Mundial | 2        | Gløersen  |
| 2   | 2010–11   | 16 de enero de 2011     | Liberec, República Checa    | 6 × 1.6 km Team Sprint C  | Copa Mundial | 3        | Dahl      |
| 3   | 2012–13   | 7 de diciembre de 2012  | Quebec City, Canadá         | 6 × 1.6 km Team Sprint F  | Copa Mundial | 3        | Gløersen  |
| 4   | 2012–13   | 13 de enero de 2013     | Liberec, República Checa    | 6 × 1.6 km Team Sprint F  | Copa Mundial | 2        | Golberg   |
| 5   | 2013–14   | 22 de diciembre de 2013 | Asiago, Italia              | 6 × 1.65 km Team Sprint C | Copa Mundial | 3        | Pettersen |
| 6   | 2013–14   | 12 de enero de 2014     | Nové Město, República Checa | 6 × 1.6 km Team Sprint C  | Copa Mundial | 2        | Rønning   |
| 7   | 2018–19   | 13 de enero de 2019     | Dresden, Alemania           | 6 × 1.6 km Team Sprint F  | Copa Mundial | 2        | Golberg   |
| 8   | 2018–19   | 10 de febrero de 2019   | Lahti, Finlandia            | 6 × 1.6 km Team Sprint C  | Copa Mundial | 2        | Skar      |